# Le Nouveau Commerce
La revue Le Nouveau Commerce,,,,,, fondée en 1963 par André Dalmas,,, et Marcelle Fonfreide,,, proposait la découverte d'écrivains, de philosophes et de poètes, tout en incitant à la relecture d'œuvres oubliées. Le dernier cahier publié porte le n° 100, après 33 ans de parution. Le Nouveau Commerce doit son appellation à la revue Commerce dont il a pris la suite, revue trimestrielle parue entre les deux guerres mondiales ; elle était publiée par Paul Valéry, Léon-Paul Fargue et Valery Larbaud, auteurs-éditeurs qui seront publiés dans Le Nouveau Commerce.
L'association des Amis du cahier du Nouveau Commerce (1971-1998) proposait divers événements pour promouvoir les œuvres des écrivains de la revue et des éditions.

## Ligne éditoriale
« Notre propos est de présenter des textes, et des textes de valeur. Nous tenons à le faire sans hiérarchie : dans le Nouveau Commerce, un inconnu peut voisiner avec un écrivain illustre sans que personne s'inquiète des questions de préséances. Nous ne nous soucions pas des modes non plus (...).
La revue n'attend pas que déferlent les manuscrits : chaque texte est une commande, car il faut aller au-devant de ce qu'on souhaite, et non pas remplir chaque numéro avec ce qui est venu. Les textes se marient entre eux, et chaque cahier, si varié soit-il, peut avoir la valeur d'un livre. Nous avons réuni des textes de Jean Paulhan, d'André Pieyre de Mandiargues, de Julien Gracq, d'Henri Thomas, de Michel Deguy, de Jean Grosjean, de François Michel, par exemple ».
La revue s'est voulue ouverte à la littérature étrangère, avec des traducteurs de renom (Roger Caillois, Pierre Klossowski, Pierre Leyris...), même si la majorité des écrivains publiés sont français (144 sur 226 auteurs représentés), essentiellement dans le domaine de la littérature et, plus précisément, de la poésie (près de la moitié des textes publiés).
La revue n'a pas publié de critiques (comme La Nouvelle Revue française ou la plupart des revues), ni défendu un esprit, des tendances ou des écoles particulières. Elle a indifféremment publié des extraits ou des textes intégraux, sans illustration extérieure ou intérieure, sous format de livre d'une centaine de pages minimum, imprimé en papier bouffant.

## Auteurs principaux
- Djuna Barnes
- Maurice Blanchot
- Pedro Casariego Cordoba
- Jean Gillibert
- Emmanuel Levinas
- Louis Massignon
- Georges Perros
- Victor Segalen
- Salah Stétié